# Bezejmenná a Anonymní ulička (Tel Aviv)
Bezejmenná ulička a Anonymní ulička (hebrejsky סמטה פלונית‎, סמטה אלמונית‎, Simta Plonit, Simta Almonit) jsou souběžné uličky v centru Tel Avivu, vedoucí z ulice Krále Jiřího (rechov ha-Melech George).
Ulice byly postaveny v roce 1922 s domy v eklektickém stylu, který architektonicky spojoval západní a východní motivy. Založil je bohatý podnikatel z Detroitu Me'ir Šapira a chtěl je pojmenovat po sobě a své ženě Soně. S tím ostře nesouhlasil tehdejší primátor města Me'ir Dizengoff. Dočasně byly proto pojmenovány Bezejmenná – či ulice Kohosi (Neznámého) a Anonymní. Jmenují se tak však dodnes. Po Šapirovi se ale jmenuje celá čtvrť na jihu Tel Avivu.
Dnes jsou tyto uličky živým kulturním a módním centrem.